# Arktikougol
Arktikougol (en russe : Арктикуголь, « charbon arctique ») est une compagnie minière de charbon, propriété de l'État russe. Elle n'exploite aujourd'hui plus qu'une mine à Barentsburg. Elle a exploité une seconde mine à Pyramiden jusqu'en 1998.

## Histoire
La compagnie a acheté les mines de Pyramiden en 1927. C'est en 1932 qu'a débuté l'exploitation de la mine de Barentsburg (toujours en activité aujourd'hui). Cela a permis de maintenir une présence russe dans l'archipel norvégien du Svalbard, comme l'autorise le traité concernant le Spitzberg de 1920.
Depuis la fin de la guerre froide, les mines ne sont plus rentables en raison de la diminution des subventions (dues à la perte d'importance stratégique de la présence russe au Spitzberg). Pour cette raison, la mine de Pyramiden a fermé en 1998, la ville se transformant en ville fantôme. Quant au charbon extrait à Barentsburg, il n'est plus guère exporté et ne sert qu'à la consommation locale.
La compagnie a été critiquée pour sa mauvaise gestion, ses installations vétustes et dangereuses et ses pratiques mafieuses. Les conditions de travail dans ses mines sont réputées très mauvaises et les salaires extrêmement bas[réf. nécessaire].
En avril 2008, un hélicoptère Mi-8 appartenant à Arktikougol s'est écrasé en tentant d'atterrir à Barentsburg. L'accident a fait trois morts et deux blessés.